# Michael Stone (ishockeyspelare)
Michael Robert Stone, född 7 juni 1990, är en kanadensisk professionell ishockeyback som spelar för Calgary Flames i National Hockey League (NHL).  Han har tidigare spelat på NHL-nivå för Phoenix/Arizona Coyotes och på lägre nivåer för San Antonio Rampage och Portland Pirates i American Hockey League (AHL) och Calgary Hitmen i Western Hockey League (WHL).
Stone draftades i tredje rundan i 2008 års draft av Phoenix Coyotes som 69:e spelare totalt.
Han är bror till ishockeyspelaren Mark Stone som spelar för Ottawa Senators.

## Statistik
| 2003–2004  | Winnipeg Hawks      | WMHA       | 27  | 8  | 8   | 16  | 8   | —  | —  | —  | —  | —  |
| 2004–2005  | Winnipeg Hawks      | WBAAA      | 30  | 15 | 17  | 32  | 34  | —  | —  | —  | —  | —  |
| 2005–2006  | Winnipeg Trashers   | MMHL       | 40  | 14 | 18  | 32  | 14  | —  | —  | —  | —  | —  |
| 2006–2007  | Calgary Hitmen      | WHL        | 55  | 2  | 18  | 20  | 32  | 17 | 0  | 3  | 3  | 14 |
| 2007–2008  | Calgary Hitmen      | WHL        | 71  | 10 | 25  | 35  | 28  | 14 | 3  | 4  | 7  | 10 |
| 2008–2009  | Calgary Hitmen      | WHL        | 69  | 19 | 42  | 61  | 87  | 18 | 2  | 11 | 13 | 16 |
| 2009–2010  | Calgary Hitmen      | WHL        | 69  | 21 | 44  | 65  | 91  | 23 | 5  | 15 | 20 | 26 |
| 2010–2011  | San Antonio Rampage | AHL        | 70  | 2  | 11  | 13  | 27  | —  | —  | —  | —  | —  |
| 2011–2012  | Phoenix Coyotes     | NHL        | 13  | 1  | 2   | 3   | 2   | 2  | 0  | 0  | 0  | 0  |
|            | Portland Pirates    | AHL        | 51  | 9  | 13  | 22  | 24  | —  | —  | —  | —  | —  |
| 2012–2013  | Phoenix Coyotes     | NHL        | 40  | 5  | 4   | 9   | 16  | —  | —  | —  | —  | —  |
|            | Portland Pirates    | AHL        | 36  | 6  | 22  | 28  | 20  | 1  | 0  | 1  | 1  | 4  |
| 2013–2014  | Phoenix Coyotes     | NHL        | 70  | 8  | 13  | 21  | 38  | —  | —  | —  | —  | —  |
| 2014–2015  | Arizona Coyotes     | NHL        | 81  | 3  | 15  | 18  | 60  | —  | —  | —  | —  | —  |
| 2015–2016  | Arizona Coyotes     | NHL        | 75  | 6  | 30  | 36  | 62  | —  | —  | —  | —  | —  |
| 2016–2017  | Arizona Coyotes     | NHL        | 45  | 1  | 8   | 9   | 12  | —  | —  | —  | —  | —  |
| NHL totalt | NHL totalt          | NHL totalt | 324 | 24 | 72  | 96  | 190 | 2  | 0  | 0  | 0  | 0  |
| AHL totalt | AHL totalt          | AHL totalt | 157 | 17 | 46  | 63  | 71  | 1  | 0  | 1  | 1  | 4  |
| WHL totalt | WHL totalt          | WHL totalt | 264 | 52 | 129 | 181 | 238 | 72 | 10 | 33 | 43 | 66 |